# 勤労所得税額控除
給付付き勤労所得税額控除（きゅうふつききんろうしょとくぜいがくこうじょ、英: Earned Income Tax Credit、EITC）は、アメリカ合衆国において低所得の労働者の勤労意欲を高めることを目的として設計された制度。1975年に控えめに制定された後に徐々に拡張されてきた。
この控除により、2022年で約3,100万人が総額約640億ドルの還付を受けた。1人当たりの還付額は約2,043ドルである。

## 導入経緯
勤労所得税額控除は勤労を前提に所得に応じた給付を行うことで、低所得者の重い社会保険料負担（社会保障税の逆進性）を緩和するため、勤労所得税額控除（Earned Income Tax Credit:EITC）が、フォード政権下の1975年に導入された。
対象を限定した給付措置としては、児童を養育する家庭が対象の貧困家庭一時扶助制度や、補助的栄養支援プログラム（旧フードスタンプ）、住宅に係る補助金等のセーフティネットが存在しているが、給付付き税額控除として勤労所得税額控除と児童税額控除はどちらも、低中所得者に対する包括的な公的扶助制度の代わりとして存在している。
なお、アメリカでは、福祉当局にアクセスすることに対するスティグマがあり、人々が福祉給付よりも減税を好む傾向にあることから、税務当局である内国歳入庁が税制によって低所得者対策を行ってきた。その後、クリントン政権下で、福祉受給者の就労を促すため、福祉受給の制限と併せて EITC が大幅に拡充された。オバマ政権下では、景気対策の一環として、2009-2010年の時限措置で、新たな制度（Making Work Pay Tax Credit）が導入された。
2021年3月11日に発効した2021年アメリカ救済計画法により、子供がいない労働者の控除額を543ドルから1,502ドルへと大幅に増加しただけでなく、控除を受けれる所得金額上限値を引き上げている。更に、2021年度限定で65歳以上の控除申請の制限を撤廃している。

## 制度内容

### 受給要件
EITC の受給要件は、以下の条件をすべて満たす必要がある。
- 請求者は米国の市民権を有するか米国居住者（外国人）でなければならない。
- 婚姻者が外国に居住する配偶者を支給の適格者として扱うためには、外国での収入を含めたすべての所得につき米国所得税の対象とすることを条件とする。
- 勤労所得が一定額以下であること
- 有効な社会保障番号（SSN）を有すること、これには「米国移民局(INS)による承認の下でのみの労働許可」「国土安全保障省(DHS)による承認の下でのみの労働許可」と印刷された制限つきのSSNカードを含む。
- 申告ステータスが夫婦個別申告以外であること（すなわち、夫婦共同申告、単身または単身世帯主等であること）、
- 外国所得を得ていないこと

等
- 資産に関連する要件として、投資所得は 11,000ドル以下でなくてはならない[5]。
- 適格な子に関しては、原則として租税年度の最終日において19歳未満であり、フルタイムの学生に分類される場合には24歳未満である。また就労不能障害者に分類される場合には年齢制限はない。
  - 更に、子3人以上の場合の税額控除額は、オバマ政権下で時限的に増額されることとなり（2009年米国再生・再投資法（American Recovery and Reinvestment Act of 2009, P.L.111-5.）)、その後恒久措置となった（2015年増税防止法（Protecting Americans from Tax Hikes Act of 2015, P.L.114-113.）)。
  - なお、祖父母、叔母、叔父、兄弟姉妹は子どもと租税年度中6か月以上同居することを条件として、その子どもを適格な子として請求することができる（親も申請した場合には親が優先される）。里子の場合には行政機関か裁判所が認定したときに算入される。

- 子がいない場合、EITCを受けるためには、本人または配偶者は25歳以上65歳未満でなくてはならない。

### 控除額
EITC の特徴は2点ある。
1. 対象を中低所得者に絞るために、税額控除額に逓増・定額・逓減の部分が設けられていることである。税額控除額は、所得の増加とともに増加（逓増（phase-in）段階）した後、一定の所得で頭打ちになり（定額（flat）段階）、さらに一定の所得を超えると逓減し（逓減（phase-out）段階）、最終的には消失する[2]。
2. 適格な子(qualifying child）が1人か2人以上かによって税額控除額が大きく変わることである[2]。そのため、勤労所得税額控除の83%の世帯は子供を持つ家族に受給される[4]。

以下の2つのグラフは、上は単身者または単身者世帯の場合、下は既婚カップル の場合の、控除額である。
上記のグラフを表にまとめたのが、以下の表である。それぞれの逓増・定額（最大控除額）・逓減区間での所得金額範囲がある。これは、最大控除額から逓増率および逓減率と勤労所得上限額（税額控除出来る所得額）により決まっている。また、逓増率および逓減率は、例えば5%である場合、所得が100ドル増加すれば税額控除額が5ドル増加（減少）することである。
下にある右の表より、2023年度においては、夫婦子1人の場合だと、最大3,995米ドルの支給を受ける。2人の場合、最大6,604米ドルの税額控除を受けられる。3人以上の子どもが居る場合には、最大で7,430米ドルの支給を受けることが出来る。但し、子どもが居ない場合には大人1人もしくは2人のカップルにつき600米ドルが支給されるにすぎない。
|                      | 子供の数   | 逓増          | 定額（最大控除額）   | 逓減 |
| -------------------- | ---------- | ------------- | -------------------- | ---- |
| 単身または単身世帯主 |            |               |                      |      |
| 0人                  | 3,921未満  | 3,921-13,718  | 13,718越え17,640以下 |      |
| 1人                  | 11,750未満 | 11,750-21,560 | 21,560超え46,560以下 |      |
| 2人                  | 16,510未満 | 16,510-21,559 | 21,559超え52,918以下 |      |
| 3人以上              | 16,511未満 | 16,511-21,557 | 21,557超え56,838以下 |      |
| 既婚カップル         |            |               |                      |      |
| 0人                  | 3,921未満  | 3,921-20,288  | 20,288超え24,210以下 |      |
| 1人                  | 11,750未満 | 11,750-28,120 | 28,120超え53,120以下 |      |
| 2人                  | 16,510未満 | 16,510-28,119 | 28,119超え59,478以下 |      |
| 3人以上              | 16,511未満 | 16,511-28,147 | 28,147超え63,698以下 |      |

| 子供の数 | 逓増 | 定額（最大控除額） | 逓減  |
| -------- | ---- | ------------------ | ----- |
| 0人      | 15.3 | 600                | 15.3  |
| 1人      | 34   | 3,995              | 15.98 |
| 2人      | 40   | 6,604              | 21.06 |
| 3人以上  | 45   | 7,430              | 21.06 |

現在においてはEITCは米国における貧困防止のための主要なツールの一つになっている（支給額を除いた貧困率の統計においても貧困防止の効果が現われている）。そして、2018年で300万人の子供を含む約580万人の人々を貧困から救い出している。
EITCは、確定申告時に所得税額から控除され、税額を超過する分は給付される。申告時には、本人のほか配偶者や適格な子についても、社会保障番号を記入する必要がある。
米国では20州とコロンビア特別区で独自の給付金の制度を有している。それらの州においては連邦の構造を小さめの規模で真似た構造になっていて、連邦で支給される額の15%から30%を追加して支給する制度になっている。もっと小さな地方での支給制度はサンフランシスコ、ニューヨーク市、メリーランド州のモンゴメリー郡で行われている。

## 課題
勤労所得税額控除および児童税額控除については、適用要件が複雑なため控除対象に該当するかどうかを納税者が判断することが困難であることや、確定申告時期から給付時期までの間に十分な時間がなく、当局が所得情報等を確認していないことから、過誤支給や不正受給が多いことが課題となっている。これらが申請件数の膨大さや申請から給付までの期間の短さとあいまって、1件当たりの額は少額でも、全体として巨額の過誤支給・不正受給を生んでいる。
過誤支給や不正受給の割合は、行政コストとトレードオフの関係にあると考えており、例えば、勤労所得税額控除の場合、過誤支給や不正受給の割合が高い一方、審査に係る行政コストが控除額の1%未満と低い。他方、他の給付措置の場合、審査に係る行政コストが給付額全体の20%程度と高い一方、過誤支給や不正受給の割合が低くなっている。
また、不正受給、制度の複雑性からくる申告誤り、低い利用率等の問題点が議会や会計検査院等から多く指摘されている。指摘される度に、内国歳入庁はその改善に努めてきた。

### 不正受給
勤労所得税額控除に関する最大の問題点は不正受給であり、内国歳入庁はその内容について詳しく分析している。2006年-2008年の申告分の不正受給は、年間平均493億ドルの勤労所得税額控除申請のうち、140-193億ドル（全体の28.4-39.1%）が適正な控除額を超える請求であった。不正受給の内、内容が分かったもの（約114億ドル）のその内容と不正受給に占める割合は、多い順に以下のとおりである。
1. 子供の同居要件（暦年の半分以上の同居）を欠くなど、扶養児童の適格要件の誤り：26.3%（約30億ドル）
2. 所得の過少申告：25.3%（約29億ドル）
3. 申告状況の誤り（既婚カップル合算申告をすべきところ既婚カップルが個別に申告を行い別世帯として受給等）：7.4%（約8億ドル）
4. 1と3を合わせた誤り：2.9%（約3億ドル）

内国歳入庁は、個人所得税の調査の43%において、勤労所得税額控除の調査を同時に行っている（2005年）。
また、勤労所得税額控除と児童税額控除には、自営業者にも適用があるが、自営業者と被用者の申告を比較すると、タックス・ギャップが存在する。これは、自営業者が現金を使用し、各種の情報報告書も作成しないためである。内国歳入庁がタックス・ギャップを毎年公表しているが、2016年時点でその額は約4,000億ドルで、全体のおよそ15%にのぼっており、大統領は毎年の予算教書において、コンプライアンス向上のための数々の対策案を提出している。

### 制度の複雑性
アメリカにおける高い不正受給の背景には、制度の複雑性の問題がある。
制度の複雑性から、申告書の作成を代行業者に依頼する者の割合が多い。勤労所得税額控除申告の71%（2003年）は申告書作成業者によるものであり、作成業者へ支払う手数料により控除の恩恵が半減している。
複雑性からくる誤りが多いために、修正申告の割合が高い。勤労所得税額控除は子供のいない勤労所得のある世帯にも一部適用になるが、適用対象者の多くは子供と同居する世帯である。
勤労所得税額控除適用対象者の「子供との同居」証明にかかるコンプライアンスについて、内国歳入庁は2005年にサンプル調査を実施した。有償の申告書作成業者に依頼した場合、無償の税務支援プログラムを利用した場合、本人申告の場合別の「修正申告」と「申告是認」の数値が公表されている。全体の約3割が修正申告となっており、中でも有償の申告書作成業者の修正申告の件数が多い。一方、無償の税務支援プログラムの利用は少ない。
アメリカにおいて、簡素化を図るべきという提案はこれまで多くなされ、改正も行われてきた。例えば、複数の制度で扶養児童の適格性の定義が異なることから、2005年の大統領諮問委員会報告では、児童税額控除等の控除制度の簡素化が提案され、2006年の改正で、勤労所得税額控除、児童税額控除、家族扶養控除の各制度の適格児童の規定を統一するなど一定の改善がなされたが、複雑性は依然として残っている。

### 低い利用率
会計検査院の推計によると、勤労所得税額控除の利用が可能と想定されるすべての世帯のうち、75%しか勤労所得税額控除を利用していない。内国歳入庁は制度の周知による利用拡大に努めているが、利用率の顕著な増加にはつながっていない。
その課題に対して内国歳入庁は、1998年には、所得状況や扶養家族の状況から勤労所得税額控除の受給資格があると認められる19.4万人、低所得の単身者68万人に勤労所得税額控除の適用が受けられる可能性がある旨の通知を行い、前者の約3分の1、後者の45%が勤労所得税額控除の申請を行った。1999年には、100件以上の勤労所得税額控除の申請書作成業者に対する大規模なアウトリーチ・プログラムを実施し、職員が個別にそれらの者を訪問して勤労所得税額控除の適正申告を指導した。
また、勤労所得税額控除の利用率を高めるために早期の給付を図るAdvance Earned Income Tax Credit（AEITC）という仕組みが導入されていた。
AEITCは、勤労所得税額控除を対象年の翌年にまとめて受給することに代えて、分割で対象年中に受け取ることができる制度であり、一定以下の所得で1人以上の適格児童を有する者が、雇用主に様式W-5を提出することにより、毎月の給与支払いに勤労所得税額控除の額が加算される。
しかし、AEITCの利用件数は勤労所得税額控除申請者のうち2%未満と少なく、利用を申請した者の79%が要件を満たしていないなど高いエラー率であった。
会計検査院は、内国歳入庁の長年にわたる努力によっても、AEITCの不正受給が多く、また、利用が増加しないことを問題視している。AEITCの不正受給は、
1. 2002－2004年分では申請の約20%が非適格、特に無効の社会保障番号を使っているものが多い。
2. 申請の40%が必要とされる税務申告を行っていない。
3. 申請の60%は税務申告を行ったがその3分の2が給付額を誤っていた。

というものである。そこで会計検査院は内国歳入庁に対して、AEITCの誤申請者、利用可能者および雇用主に案内を送付し、特に雇用主にはAEITCを適用する従業員の申請について社会保障番号を確実に確認するよう勧告した。しかし、その後の内国歳入庁の利用促進の努力にもかかわらず効果は現れず、AEITCは2010年の税制改正により廃止された。

### 不正受給対策
内国歳入庁は、雇用主や金融機関から、給与、利子、配当等の申請者の所得情報を入手し、社会保障番号を通じて、子どもの数の確認など申請者の確定申告情報とのマッチングを行うとともに、家族情報のうち、申請者と子供の親子関係等については、保健福祉省のデータベースを通じて確認を行っている。また、ペナルティの導入等が行われている。 例えば、申請が過誤の場合は20%、不正の場合は75%の罰金を科す、過誤の場合は2年間、不正の場合は10年間、EITCを認めない等、税務申告書作成業者に対しても、罰金等のペナルティがある。また、2015年増税防止法により2016年申告分からは、内国歳入庁での申告書のチェックを厳格化するため、EITCまたは追加の児童税額控除の還付を2月15日まで延期し、控除に関する所得関係書類は1月末まで提出することとなった
しかしながら、ペナルティがほとんど科されていないことも、不正受給が減少しない一因との指摘があり、不正申告の十分な減少には至っていない）。
会計検査院によると、受給者の50%が控除額100ドル以下であり、コンプライアンスレベルに関しては受給者の79%（2002-2004年）が何らかの要件を満たしていなかったという。勤労所得税額控除の不正受給には、制度の複雑性等から生じる単純な申請誤りと、受給要件を満たしていないのに満たしたように申請する意図的な不正受給とに分けられる。扶養児童の適格要件誤りのうち少なくとも28%は意図的に過大受給を試みたものであり、残りの72%が不注意からくる単純な誤りとする分析があるが、両者を見分けるのは容易ではない）。
一例として、恒久的同居が児童の適格性の要件である場合に、子供が一年間のうち父親と5.5か月同居、祖父と残りの期間同居し、生活費はすべて父が支給している場合、祖父とは一時的同居となるか恒久的同居となるかといった例が示されているが、これらが意図的なものかどうかは判別不能である。また内国歳入庁は、子供が1年の大半にわたって居住していた場所を確認できる管理データを扱っていないため、監視することが困難がである。 他のプログラムの管理データを使用して児童の居住を確認する試みもあるが、うまくいっていない。

## 米国以外の制度
アメリカ以外の国における同様の制度は、勤労税額控除を導入している国は多く、カナダ、イギリス、イタリア、オーストリア、ベルギー、オランダ、ルクセンブルク、スウェーデン、フィンランド、ニュージーランド、韓国等、OECD加盟国で10か国以上にも及ぶ。また、イギリスの制度は、アメリカと異なり、逓増段階（所得の増加とともに控除額が増加する段階）を設けず、代わりに勤労時間の要件を設けている。
アメリカでEITCが1975年に導入されてから今日まで、就労・勤労促進を目的とした税制は、各国で受容されつつある。他方で、イギリスやフランスのように、複数の制度の並立を解消するため、社会保障給付に統合する動きもある。